# Neofulla areolata
Neofulla areolata är en bäcksländeart som först beskrevs av Navás 1930.  Neofulla areolata ingår i släktet Neofulla och familjen Notonemouridae. Inga underarter finns listade i Catalogue of Life.